# Buszów (powiat strzelecko-drezdenecki)
Buszów (niem. Büssow) – wieś w Polsce położona w województwie lubuskim, w powiecie strzelecko-drezdeneckim, w gminie Strzelce Krajeńskie. W pobliżu wsi znajdują się jeziora Buszewo i Buszewko.
W centrum wioski zabytkowa remiza strażacka i obok stojący konny wóz strażacki.
W latach 1975–1998 miejscowość należała administracyjnie do województwa gorzowskiego.
Do sołectwa należy wieś Buszewko.

## Zabytki
Do wojewódzkiego rejestru zabytków wpisane są:
- kościół, z połowy XVIII wieku, nie istnieje
- gorzelnia, z połowy XIX wieku, nie istnieje.